# Ортоскопічне зображення
Ортоскопічне зображення — оптичне зображення, що зберігає геометричну подібність зображуваних предметів. При цьому зберігаються їхні форма і пропорції, а прямі лінії зображаються прямими. Ортоскопічне зображення будують ортоскопічні об'єктиви з повністю або значною мірою усуненою дисторсією.
У 3D-кінематографі, голографії та інтегральній фотографії ортоскопічним називається таке зображення, в якому спостерігається прямий стереоефект, тобто праве і ліве очі отримують свої зображення стереопари, а розподіл різниці фаз на поверхні зображення об'єкта відповідає розподілу різниці фаз на поверхні об'єкта. Спостерігач бачить при цьому «звичайне» зображення об'єкта. У «незвичайному», або псевдоскопічному зображенні, опуклості можуть відповідати увігнутостям об'єкта і навпаки.